# Doživljaji dobrog vojnika Švejka u svjetskom ratu
"Doživljaji dobrog vojnika Švejka u svjetskom ratu" (češki "Osudy dobrého vojáka Švejka za světové války") slavni je češki satirični roman iz 1923. pisca Jaroslava Hašeka u kojemu se ironizira i ismijava militarizam i imperijalizam tijekom Prvog svjetskog rata. Fiktivni junak Jozef Švejk postao je ikona u češkom podneblju.

## Uvod
Autor Jaroslav Hašek je "Švejka" isprva zamislio kao ciklus od 6 romana, no umro je ne uspjevši dovršiti ni četvrti nastavak. Ipak, prva tri dijela romana, koja imaju i biografskih elemenata, postala su iznimno slavna. Isprva ga je književna kritika potpuno pokopala smatrajući ga jeftinom komedijom za šire mase, no čitatelji su bili zadovoljni identificirajući se s nevinim i naivnim junakom koji pravi budalu od autoriteta oko sebe. "Švejk" je zbog svoje parodije militarizma bio jedan od romana kojeg su spalili nacisti 1933.

## Radnja
Prag u doba Austro-Ugarske Monarhije, 1914. Švejk je sredovječni, prostoumni čovjek koji prodaje pse i živi u stanu gđe. Muller. Franjo Ferdinand nedavno je ubijen u Sarajevu i Švejk u krčmi predvidi da će ubrzo izbiti rat jer su Ferdinanda ubili Turci, pa ga uhiti tajni agent Bretschneider. Završi u ludnici, ali biva pušten kada izbije Prvi svjetski rat i prisilno unovačen makar boluje od reume. Švejk postaje pomoćnik pijanom svećeniku koji na fronti drži mise, a nakon toga i natporučniku Lukašu. Kad za Lukaša ukrade psa od nekog pukovnika, obojica završe u vlaku prema ruskoj bojišnici. Na taborskoj postaji optužen je da je povukao alarmnu kočnicu i s obzirom na to da je propio novce za kartu, a dokumenti su mu bili kod natpor. Lukaša, morao je pješice do Čeških Budejovica. Putimski stražmeštar ga uhićuje i optužuje za špijunažu, ali pisećki žandarski kapetan ga pušta da ide u svoju brigadu.

## Ekranizacije
- 1955. snimljen je animirani film Jirija Trnka.
- 1957. snimljen je 2 dijelni film koji je režirao Karel Steklý.
- 1960. snimljena je njemačka verzija.
- 1972. snimljena je TV serija od 13 nastavaka za njemačku televiziju.

## Vanjske poveznice
- The original Czech-language book online
- Another link to the original Czech-language book online
- The Samizdat English translation online
- Svejk (shvāke) Central
- Svejk Central: Film versions
- The cover of the original Czech edition